# Tamure
Tamure er en dans fra Tahiti, hvor mænd (tane) slår hænderne på lårene, og kvinder bølger bagkroppen over for ham. 
Der eksisterer mange forskellige typer tamure (i Hawaii, Tonga, osv.) i Polynesien.
| Dans | Spire Denne artikel om dans eller danseudtryk er en spire som bør udbygges. Du er velkommen til at hjælpe Wikipedia ved at udvide den. |